# وائل إحسان
وائل إحسان (13 مايو 1963)، هو مخرج مصري

## عن حياته
حاصل على بكالوريوس تجارة عام 1986، ثم بكالوريوس المعهد العالي للسينما عام 1991، ثم لمع في بداية الألفية الجديدة بعد أن أخرج أول أعماله فيلم (اللمبي) عام 2002، ثم تبعه بفيلم (اللي بالي بالك) عام 2003، لينطلق بعدها ويصبح من أبرز المخرجين على الساحة، من أبرز أعماله (زكي شان، أمير البحار، بوبوس، نور عيني).

## أعمال من إخراجه

### أفلام
- 2002: اللمبي
- 2003: اللي بالي بالك
- 2004: الباشا تلميذ
- 2005: زكي شان
- 2006: وش إجرام
- 2006: مطب صناعي
- 2006: ظرف طارق
- 2007: عندليب الدقي
- 2008: رمضان مبروك أبو العلمين حمودة
- 2008: حلم العمر
- 2009: بوبوس
- 2009: أمير البحار
- 2010: نور عيني
- 2012: ساعة ونص
- 2012: الآنسة مامي
- 2014: جوازة ميري
- 2016: حسن وبقلظ
- 2018: إطلعولي بره
- 2023: مطرح مطروح

### مسلسلات
- 2013: فرعون
- 2015: أستاذ ورئيس قسم
- 2018: سك على إخواتك
- 2019: فكرة بمليون جنيه
- 2020: سكر زيادة
- 2022: مشراق
- 2023: سيب وأنا أسيب

## روابط خارجية
- وائل إحسان على موقع IMDb (الإنجليزية)
- وائل إحسان على موقع الدهليز
- وائل إحسان على موقع قاعدة بيانات الأفلام العربية
- وائل إحسان على موقع قاعدة بيانات الفيلم (الإنجليزية)